# Mallorca Open 2016
Mallorca Open 2016 byl tenisový turnaj pořádaný jako součást ženského okruhu WTA Tour, který se hrál na otevřených travnatých dvorcích v místním Santa Ponsa Tennis Clubu. Probíhal mezi 11. až 19. červnem 2016 v západomallorském přímořském letovisku Santa Ponsa jako premiérový ročník turnaje.
Turnaj s rozpočtem 250 000 dolarů patřil do kategorie WTA International Tournaments. Nejvýše nasazenou hráčkou ve dvouhře se stala světová dvojka a čerstvá šampionka French Open Garbiñe Muguruzaová ze Španělska, která vypadla v úvodním kole. Do turnaje zasáhly také dvě bývalé srbské světové jedničky Jelena Jankovićová a Ana Ivanovićová. Jako poslední přímá účastnice do dvouhry nastoupila 105. švýcarská hráčka Stefanie Vögeleová.
Třetí singlovou trofej získala Francouzka Caroline Garciaová. Deblovou polovinu ovládl kanadsko-španělský pár Gabriela Dabrowská a María José Martínezová Sánchezová.

## Distribuce bodů a finančních odměn

### Distribuce bodů
| Soutěž  | vítězky | finalistky | semifinalistky | čtvrtfinalistky | 16 v kole | 32 v kole | Q  | Q3 | Q2 | Q1 |
| ------- | ------- | ---------- | -------------- | --------------- | --------- | --------- | -- | -- | -- | -- |
| dvouhra | 280     | 180        | 110            | 60              | 30        | 1         | 18 | 14 | 10 | 1  |
| čtyřhra | 280     | 180        | 110            | 60              | 1         | —         | —  | —  | —  | —  |

### Finanční odměny
| Soutěž                                | vítězky | finalistky | semifinalistky | čtvrtfinalistky | 16 v kole | 32 v kole | Q    | Q2   | Q1   |
| ------------------------------------- | ------- | ---------- | -------------- | --------------- | --------- | --------- | ---- | ---- | ---- |
| dvouhra                               | €34 677 | €17 258    | €9 113         | €4 758          | €2 669    | €1 552    | €810 | €589 | €427 |
| čtyřhra                               | €9 919  | €5 161     | €2 770         | €1 468          | €774      | —         | —    | —    | —    |
| částky ve čtyřhře jsou uváděny na pár |         |            |                |                 |           |           |      |      |      |

## Ženská dvouhra

### Nasazení
| Stát                          | Hráčka                 | WTA | Nasazení |
| ----------------------------- | ---------------------- | --- | -------- |
| Španělsko                     | Garbiñe Muguruzaová    | 2.  | 1.       |
| Srbsko                        | Jelena Jankovićová     | 24. | 2.       |
| Srbsko                        | Ana Ivanovićová        | 25. | 3.       |
| Francie                       | Kristina Mladenovicová | 32. | 4.       |
| Kazachstán                    | Julia Putincevová      | 35. | 5.       |
| Francie                       | Caroline Garciaová     | 38  | 6        |
| Německo                       | Laura Siegemundová     | 42. | 7.       |
| Kanada                        | Eugenie Bouchardová    | 46. | 8.       |
| Žebříček WTA k 6. červnu 2016 |                        |     |          |

### Jiné formy účasti
Následující hráčky obdržely divokou kartu do hlavní soutěže:
- Paula Badosová
- Daniela Hantuchová
- Sara Sorribesová Tormová

Následující hráčky postoupily z kvalifikace:
- Ana Bogdanová
- Verónica Cepedeová Roygová
- Sorana Cîrsteaová
- Elise Mertensová

### Odhlášení
před zahájením turnaje
- Annika Becková → nahradila ji Jaroslava Švedovová
- Mona Barthelová → nahradila ji Ana Konjuhová
- Sara Erraniová → nahradila ji Carina Witthöftová
- Johanna Larssonová → nahradila ji Francesca Schiavoneová
- Monica Niculescuová → nahradila ji Anastasija Sevastovová
- Čang Šuaj → nahradila ji Pauline Parmentierová

## Ženská čtyřhra

### Nasazení
| Stát                                                                      | Hráčka                     | Stát      | Hráčka                         | WTA  | Nasazení |
| ------------------------------------------------------------------------- | -------------------------- | --------- | ------------------------------ | ---- | -------- |
| USA                                                                       | Raquel Atawová             | USA       | Abigail Spearsová              | 42.  | 1.       |
| Španělsko                                                                 | Anabel Medina Garriguesová | Španělsko | Arantxa Parra Santonjaová      | 62.  | 2.       |
| Japonsko                                                                  | Eri Hozumiová              | Japonsko  | Miju Katová                    | 129. | 3.       |
| Kanada                                                                    | Gabriela Dabrowská         | Španělsko | María José Martínez Sánchezová | 130. | 4.       |
| Žebříček WTA k 6. červnu 2016; číslo je součtem umístění obou členek páru |                            |           |                                |      |          |

### Jiné formy účasti
Následující páry obdržely divokou kartu do hlavní soutěže:
- Eugenie Bouchardová /  Sabine Lisická
- Kirsten Flipkensová /  Ana Ivanovićová

### Odhlášení
před zahájením turnaje
- Elise Mertensová (poranění pravé ruky)
- Mandy Minellaová (poranění pravé paže)

## Přehled finále

### Ženská dvouhra
- Caroline Garciaová vs.  Anastasija Sevastovová, 6–3, 6–4

### Ženská čtyřhra
- Gabriela Dabrowská /  María José Martínezová Sánchezová vs.  Anna-Lena Friedsamová /  Laura Siegemundová, 6–4, 6–2